# جیم الدر
جیم الدر (انگلیسی: Jim Elder؛ زادهٔ ۲۷ ژوئیه ۱۹۳۴) سوارکار اهل کانادا بود.
وی همچنین برندهٔ جوایزی همچون پیاده‌روی مشاهیر کانادا شده‌است.
وی در مسابقات کشوری و بین‌المللی در مجموع برندهٔ ۴ مدال طلا، ۲ مدال نقره، ۳ مدال برنز شده‌است.